# Färingersaga
Die Färingersaga (altnordisch Faereyinga saga, neufäröisch Føroyinga søga) ist die älteste Quelle zur Geschichte der Färöer und wichtigste schriftliche Quelle zur Wikingerzeit auf den Färöern.

## Entstehung
Sie entstand im 13. Jahrhundert in Island und wurde wahrscheinlich von einem Schüler des Snorri Sturluson verfasst. Die Färingersaga handelt von der Zeit der Landnahme (9. Jahrhundert) bis zur Christianisierung der Färöer im 11. Jahrhundert. Der Text der Saga stammt weitgehend aus dem isländischen Manuskript Flateyjarbók (Buch von Flatey), das zwischen 1387 und 1394 in Island geschrieben wurde. Diesen Text veröffentlichte 1832 der dänische Altertumsforscher Carl Christian Rafn, dem die Saga auch ihren Namen Færeyínga saga (mit í!) zu verdanken hat. In Rafns Ausgabe enthalten ist eine färöische Übersetzung von Pastor Johan Henrik Schrøter in dessen eigentümlicher Orthographie.

## Inhalt
Die Färingersaga beginnt mit den Worten (neufäröisch):
Grímur Kamban var fyrsti maður ið búsettist í Føroyum.
Hetta var á døgum Haralds Hárfagra,
tá stór mannfjøld flýddi undan harðræði hansara.
auf Deutsch:
Grímur Kamban war der erste Mann, der sich auf den Färöern niederließ.
Das war in den Tagen Harald Schönhaars,
als viele Leute vor seiner Herrschsucht flohen.
Es wird davon ausgegangen, dass jener Grímur tatsächlich gelebt hat und im 9. Jahrhundert von Norwegen auf die Färöer ging, sich in Funningur niederließ und so die nordische Landnahme auf dem Archipel einleitete. Allerdings war das schon vor der Zeit Harald Schönhaars, wahrscheinlich bereits um 825. Offensichtlich verwechselt die Färingersaga diese erste Welle der Landnahme mit der zweiten Welle um ca. 885–890, die tatsächlich eine Flucht vor Harald Schönhaars Herrschaft war.
Auf den Färöern etablierte sich eine freie Republik von Auswanderern, und in ihrer Hauptstadt Tórshavn hatten sie ihr eigenes Ting. Diese Stätte namens Tinganes ist heute noch Regierungssitz. Die Färingersaga enthält diese und weitere historische Fakten, vor allem die Geschichte des Sigmundur Brestisson (Sigmund), der die Färöer gegen den Widerstand des Trónd aus Gøta (Trond) um 1000 christianisierte. Tronds Rolle ist derart zentral, dass die Färingersaga auch „Die Sage von Trond“ genannt wird. 
Da die Sage von Mönchen aufgeschrieben wurde, ist sie freilich nicht unparteiisch, sondern stellt Sigmund (den Christen) als den Guten dar und Trond (den Heiden) als den Bösen. Es gibt darüber hinaus auch Teile der Färingersaga, die ganz offensichtlich mehr Dichtung als Wahrheit sind, aber im Wesentlichen ist es die Geschichte der ersten Färinger und daher die wichtigste historische Quelle zur Wikingerzeit auf den Färöern (siehe dort).

### Chronologie
Erstgenannte Jahreszahlen nach C. C. Rafn, in Klammern nach G. V. C. Young
- um 825 – Grímur Kamban besiedelt die Färöer.
- 964 (959) – Tóri Beinisson wird geboren.
- 966 (961) – Sigmundur Brestisson wird geboren.

Torkil Barfrost wird des Landes verwiesen
Turið Torkilsdóttir wird geboren
- 975 (970) – Mord an Brestir und Beinir

Ravnur Hólmgarðsfari kommt auf die Färöer und bringt Sigmundur und Tóri nach Norwegen (Sigmundur und Tóri in Norwegen).
- 976 (971) – Ravnur gibt Sigmundur und Tóri frei und reist nach den Ostländern (Russland).
- 978 (973) – Sigmundur und Tóri ziehen von Viken zum Dovrefjell.
- 984 (979) – Sigmundur und Tóri kommen zu Hákon Jarl.

Tóra Sigmundsdóttir (Sigmunds Tochter) wird geboren.
- 985 (980) – Sigmunds Kampf mit Randver

Sigmundur und Tóri werden in das Gefolge von Hákon Jarl aufgenommen.
- 986 (981) – Sigmundur heert in Schweden und Russland und kämpft mit Vandil.

Torkil Barfrost wird von der Verbannung freigesprochen
- 987 (982) – Sigmunds Kampf mit Harald Jernhøs bei Anglesey

Torkil wird Sysselmann in Orkedal
- 988 (983) – Sigmundur und Tóri gehen zurück auf die Färöer, wo sie sich in den Besitz seines väterlichen Erbes setzen.
- 989 (984) – Sigmundur und Tóri gehen nach Norwegen zu Hákon Jarl, der zwischen ihnen und Tróndur í Gøtu vermittelt. Sigmundur erhält die Färöer als norwegisches Lehen.
- 990 (985) – Sigmundur und Tóri gehen wieder auf die Färöer und willigen ein, dass Tróndur die ihm auferlegte Geldbuße in drei Jahren abbezahle.
- 991 (986) – Sigmundur heiratet Turið Torkilsdóttir und reist mit seiner Familie im Herbst nach den Färöern.
- 992 (987) – Sigmundur macht im Sommer eine kurze Reise nach Norwegen.
- 993 (988) – Sigmundur reist im Herbst nach Norwegen.
- 994 (988?) – Sigmundur nimmt auf der Seite von Hákon Jarl teil an der Schlacht gegen die Jomswikinger.
- 997 – König Olav Tryggvason sendet eine Botschaft an Sigmundur auf die Färöer, dass er zu ihm nach Norwegen kommen solle und dass Olav ihn zum mächtigsten Mann der Färöer machen wolle, wenn er sich ihm anschließe.
- 998 – Sigmundur kehrt auf die Färöer zurück und verkündet im Auftrage des Königs das Christentum (siehe Christianisierung der Färöer).
- 999 – Tróndur í Gøtu wird von Sigmundur zwangsgetauft, und die Färinger werden formal christianisiert.
- 1000 – Sigmundur trifft König Olav Tryggvason das letzte Mal in Norwegen und zollt ihm Tribut von den Färöern.
- 1001 – Sigmundur besucht die Jarle Erik und Svend, die sein Lehen über die Färöer erneuern.
- 1002 (1005) – Tróndur überfällt Sigmundur. Jener flieht und wird in Sandvík von Torgrímur Illi ermordet.
- 1024 – Løgmaður Gilli fährt zusammen mit Leivur Øssursson und Tórálvur Sigmundsson auf Geheiß des Königs Olav des Heiligen nach Norwegen.
- 1026 – Tórálvur wird in Norwegen ermordet.
- 1027 – Karl von Møre zieht auf die Färöer, um den Mord aufzuklären.
- 1028 – Karl von Möre wird auf dem Thing in Tórshavn erschlagen.
- 1029 – Die drei Täter Sigurd Torlaksen, Tord der Kleine und Gaut der Rote kommen wieder zu den Färöern zurück. Gille und Leivur begeben sich unter den Schutz von Tróndur í Gøtu, der die Verbannung seiner drei Verwandten aufhob und die Färöer in drei Teile teilte.
- 1035 – Leivur Øssursson rächt sich an den Dreien. Tróndur stirbt in Trauer über den Verlust, und Leivur wird erster christlicher Herrscher über die Färöer, der sie von Magnus dem Guten zum Lehen bekommt. Ende der Wikingerzeit auf den Färöern.

### Gedruckte Ausgaben
(Bestand der Landesbibliothek der Färöer, Auswahl)
- Carl Christian Rafn: Færeyínga Saga eller Færøboernes Historie i den islandske Grundtext med færøisk og dansk Oversættelse. Kopenhagen 1832 (Neuauflage Tórshavn: Offset-prent, Emil Thomsen, 1972 - 284 S.) (Isländisch, Färöisch von Johan Henrik Schrøter, Dänisch)
  - Gottlieb Christian Friedrich Mohnike (Übers.): Faereyinga Saga oder Geschichte der Bewohner der Färöer: im isländischen Grundtext mit färöischer, dänischer und deutscher Übersetzung, Kopenhagen 1833
- Føroyingasøga / útløgd úr íslandskum av V. U. Hammershaimb. Tórshavn, 1884. 137 S. (Erstausgabe in Neufäröisch, weitere Ausgaben 1919 und 1951)
- Føringasøga / útløgd og umarbeid av nýggjum av C. Holm Isaksen. Tórshavn: 1904. 116 S.
- Færeyingasaga. Den islandske saga om færingerne / på ny udgiven af Det kongelige nordiske oldskriftselskab. Kopenhagen: Det kongelige nordiske oldskriftselskab, 1927. - xix, 84 S. (Dänisch)
- Føroyingasøga / umsett hava Heðin Brú og Rikard Long. Tórshavn: Skúlabókagrunnurin, 1962 - 105 S. (Färöisch)
- The Faroe Islanders' saga / translated and annotated by George Johnston; edited by Michael Macklem; drawings by William Heinesen. Ottawa: Oberon Press, 1975. - 144 S. (Englisch)
- Færeyinga saga / Ólafur Halldórsson bjó til prentunar; Jón Böðvarsson samdi verkefni fyrir skóla. Reykjavík: Iðunn, 1978 - 180 S. (Isländisch)
- Færinge saga / med tegninger af Sven Havsteen-Mikkelsen; i oversættelse ved Ole Jacobsen og med en efterskrift af Jørgen Haugan. Kopenhagen: Forum, 1981 - 143 S. (Dänisch)
- La saga des Féroïens / traduit de l'Islandais par Jean Renaud; préface de Régis Boyer. Paris: Aubier Montaigne, 1983 - 133 S. (Französisch)
- Die Färinger Saga / aus dem Isländischen von Klaus Kiesewetter übersetzt. Ålborg: 1987 - 103 S. (Deutsch)
- Färinga sagan / inledd och översatt av Bo Almqvist; förord av Olov Isaksson; fotografier av Sören Hallgren. Hedemora: Gidlunds Bokförlag, 1992 - 205 S. (Schwedisch)
- Føroyinga søga / Sven Havsteen-Mikkelsen teknaði; Bjarni Niclasen týddi; Jørgen Haugan skrivaði eftirmæli. Tórshavn: Føroya skúlabókagrunnur, 1995 - 148 S. (Färöisch. 2. Auflage, aktuell) (Neu: PDF-Download 2005)
- Føroyinga søga [ljóðbók (kassettuband)] / Høgni Joensen lesur. Tórshavn: Ljóðbókanevndin, 2003 - 5 kassettubond í 1 húsa (Hörbuch auf Färöisch, ca. 5 Stunden)

### Ausgaben im Internet
- Færeyinga saga isländisch
- F. York Powell: The Tale of Thrond of Gate, commonly called the Faereyinga Saga. London 1896 (englisch)
- Anker Eli Petersen: Føroyinga Søga. Leysliga umsett út fornnorrønum. Färöer 2003 (färöische Übersetzung aus dem Altnordischen)
- Michael Becker: Die Färinger Saga. (Internetausgabe, Zusammenfassung, deutsch)
- Snerpa.is - Færeyinga saga (isländisch, komplett)
- Isländischer und englischer Volltext in der Isländischen Sagadatenbank

### Sekundärliteratur
- G. V. C. Young: Fra vikingetiden til reformationen. Kopenhagen: Rosenkilde og Bagger, 1982 (Originaltitel: From the Vikings to the Reformation).
- Andreas Schmidt: Erzählen von Macht: Narratologische Studien zur Færeyinga saga (= Ergänzungsbände zum Reallexikon der Germanischen Altertumskunde. Band 131). De Gruyter, Berlin 2022, ISBN 978-3-11-077493-1.